# Ким Чжэ Сун
Ким Чжэ Сун (Ким Чжэcун) (кор. 김재순; 30 ноября 1923, Пхеньян, Японская Корея — 17 мая 2016) — южнокорейский государственный деятель, председатель Национального собрания Южной Кореи (1988—1990).

## Биография
В 1952 г. окончил факультет экономики Сеульского национального университета.
В 1960 г. впервые был избран в Национальное собрание Южной Кореи и затем перебирался в течение семи созывов.
В январе-мае 1961 г. — заместитель министра иностранных дел, в мае 1961 г. непродолжительное время занимал пост заместителя министра финансов.
В 1988—1990 гг. — председатель Национального собрания. На фоне коррупционного скандала, связанного с покупкой на деньги фермеров для него земельных участков и оформлением собственности на подставных лиц ушел в отставку.
В 1993 г. сложил полномочия депутата Национального собрания и ушел из политики. Работал консультантом и консультантом ежемесячного литературного журнала «Самтох».
В 2006 г. стал почетным доктором Сеульского национального университета.